# Erysiphe limonii
Erysiphe limonii är en svampart som beskrevs av L. Junell 1967. Erysiphe limonii ingår i släktet Erysiphe och familjen Erysiphaceae.   Inga underarter finns listade i Catalogue of Life.